# Edelsteen

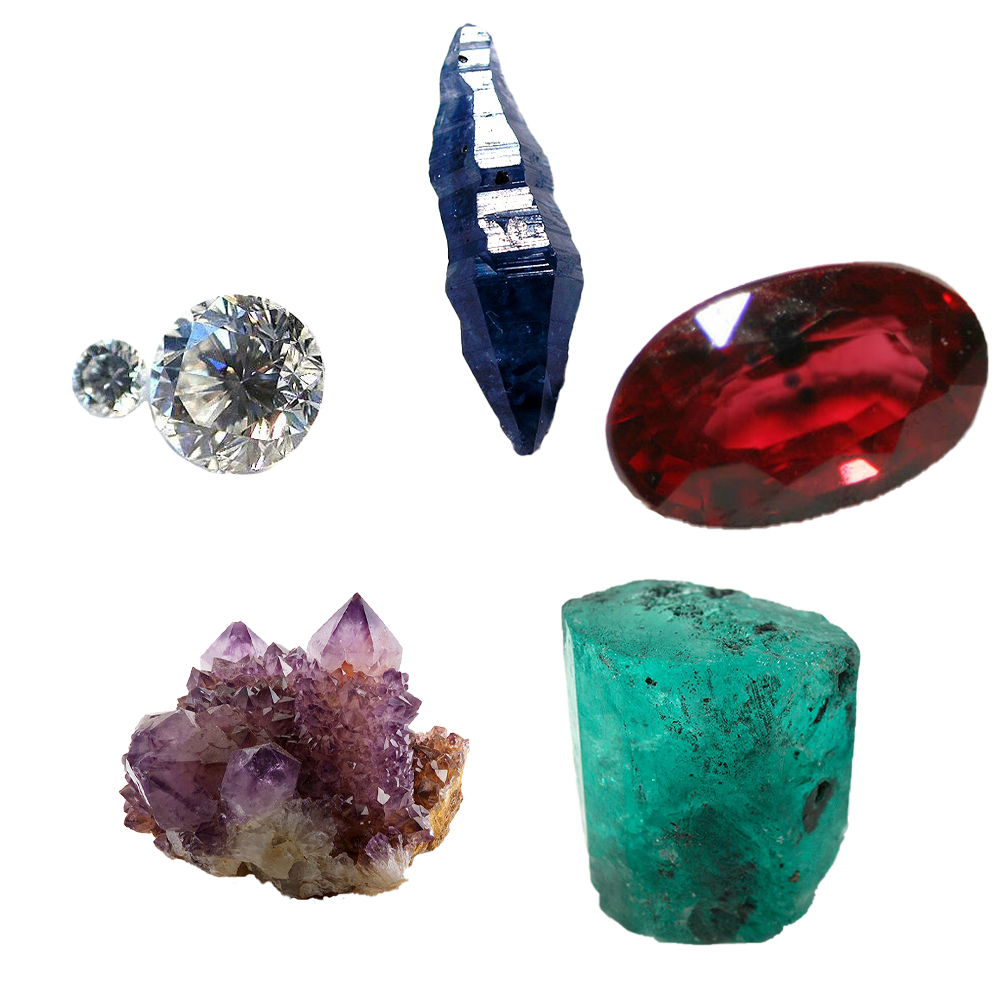
Enkele edelstenen en mineralen

Edelstenen zijn zeldzame mineralen die worden geslepen en gepolijst om te kunnen verwerken in sieraden en decoratieve objecten. De naam "edelsteen" komt van het Duitse woord "Edelstein", waarbij "edel" staat voor kostbaar of waardevol, en "Stein" voor steen. De term verwijst naar zeldzame en mooie mineralen die vanwege hun esthetische eigenschappen, zoals kleur, helderheid en duurzaamheid, bijzonder gewaardeerd worden. Deze stenen zijn vaak van hoge kwaliteit en worden traditioneel gebruikt in sieraden en andere decoratieve objecten. Hun waarde komt voort uit hun schoonheid, zeldzaamheid en de mate waarin ze bestand zijn tegen slijtage.
Edelstenen beschikken over de volgende kenmerken:
- Schoonheid. Hieronder vallen visuele aspecten zoals kleur, glans, vuur, doorzichtigheid en lichteffecten.
- Duurzaamheid. Hierbij wordt gekeken naar hardheid, breekbaarheid/splijtbaarheid en chemische bestendigheid.
- Zeldzaamheid. Hierbij wordt gekeken naar hoe vaak een product in de natuur voorkomt.

De vier klassieke edelstenen zijn diamant, saffier, robijn en smaragd. Andere stenen, zoals amethist en maansteen, worden vaak aangeduid als half-edelstenen, hoewel deze term in de moderne edelsteenkunde steeds minder gebruikt wordt omdat het minderwaardige associaties kan hebben. 

## Het slijpen van edelstenen
Edelstenen kunnen in diverse vormen worden geslepen, afhankelijk van hun eigenschappen en het gewenste eindresultaat. Twee belangrijke slijptechnieken zijn cabochon en gefacetteerd. Bij de cabochonvorm wordt de edelsteen glad en bol geslepen, zonder hoeken of facetten, wat zorgt voor een zachte uitstraling. De gefacetteerde vorm bestaat uit meerdere vlakjes, of facetten, die licht reflecteren en de schittering van de steen versterken.
Het slijpen van edelstenen is een nauwkeurig proces waarbij rekening wordt gehouden met verschillende eigenschappen van de steen, zoals de kleur, kleurverdeling, insluitsels, en bijzondere lichteffecten zoals dispersie. Deze kenmerken bepalen hoe de steen het best geslepen kan worden om zijn natuurlijke schoonheid optimaal naar voren te brengen.
Edelstenen kunnen in verschillende vormen worden geslepen, afhankelijk van hun eigenschappen en het gewenste effect. Hier zijn enkele van de meest voorkomende edelsteenvormen:
1. Cabochon: Een gladde, bolle steen zonder facetten, meestal ovaal of rond. Deze vorm benadrukt de kleur en speciale optische effecten zoals kattenoog of stervorming.
2. Briljant: Een populaire ronde vorm met 57 facetten, ontworpen om maximale schittering en lichtreflectie te geven, vaak gebruikt voor diamanten.
3. Ovaal: Een verlengde, ronde vorm met facetten, die de steen groter laat lijken en geschikt is voor verschillende soorten edelstenen.
4. Peer (of traanvorm): Een combinatie van rond en ovaal, met een punt aan één kant. Deze vorm wordt vaak gebruikt in hangers en oorbellen.
5. Marquise: Een langwerpige vorm met twee spitse uiteinden, die de steen een slanke, elegante uitstraling geeft.
6. Smaragd: Een rechthoekige of vierkante steen met afgesneden hoeken en brede facetten, ontworpen om de helderheid en kleur van de steen te benadrukken.
7. Kussen (Cushion): Een vierkante of rechthoekige vorm met afgeronde hoeken, vaak gebruikt bij diamanten en gekleurde edelstenen.
8. Asscher: Een vierkante steen met afgesneden hoeken en treden, vergelijkbaar met de smaragdvorm, maar compacter en symmetrischer.
9. Hart: Een romantische vorm die vaak wordt gebruikt voor sieraden met een emotionele betekenis.
10. Princess: Een vierkante of rechthoekige vorm met scherpe hoeken en veel facetten, ontworpen voor maximale schittering, vooral bij diamanten.
11. Baguette: Een rechthoekige steen met rechte, strakke lijnen en minder facetten, vaak gebruikt als accentstenen.

Elke vorm benadrukt bepaalde eigenschappen van de steen, zoals kleur, helderheid of schittering, en wordt gekozen op basis van het beoogde gebruik in sieraden.

## Is een getrommeld mineraal een edelsteen?
Een getrommeld mineraal is meestal geen edelsteen, maar dat hangt af van het specifieke mineraal. Getrommeld betekent dat het mineraal machinaal is gepolijst door het in een trommel te laten ronddraaien met slijpmiddel, wat zorgt voor een glad en glanzend oppervlak. Dit proces wordt vaak gebruikt om ruwe stenen of mineralen te polijsten, waardoor ze aantrekkelijker worden voor decoratief gebruik.
Als het getrommelde mineraal een waardevolle of zeldzame soort is, zoals een diamant, saffier, robijn of smaragd, dan zou het als een edelsteen kunnen worden beschouwd. In veel gevallen zijn getrommelde stenen echter minder zeldzaam of waardevol, zoals kwarts, amethist of jaspis.
Kortom, een getrommeld mineraal kan een edelsteen zijn als het een waardevol of zeldzaam mineraal betreft, maar niet alle getrommelde mineralen vallen onder de categorie edelstenen.

## Edelstenenalfabet
In de 18de en begin 19de eeuw was het mode om sieraden te maken waarin iemands naam of initialen verwerkt waren. Bij de keuze van de edelstenen liet men zich leiden door de eerste letter van de naam van de edelsteen, en zo ontstond het edelstenenalfabet. Ook werden er gedurende de 19de eeuw soortgelijke acrostichonsieraden gemaakt waarbij sentimenten in edelstenen werden uitgedrukt. Meest bekend is de Engelse 'regard'-ring, een verlovingsring waarbij het woord 'regard' (hoogachting) gevormd werd door de edelstenen robijn (ruby), smaragd (emerald), granaat (garnet), amethyst, diamant (diamond).

A
Amethist, Apatiet, Aquamarijn, Aventurien
B
Bergkristal
C
Citrien, Calciet
D
Diamant
E
Epidoot
F
Fluoriet
G
Granaat
H
Heliotroop
I
Iriskwarts
J
Jaspis
K
Kwarts
L
Lazuriet, Lapis Lazuli, Labradoriet
M
Malachiet
N
Nefriet
O
Onyx, Opaal
P
Peridoot
R
Robijn, Rozenkwarts
S
Saffier, Smaragd, Serpentiniet
T
Turkoois, Toermalijn, Topaas
U Uvaroviet
V Vuuropaal
W Wilviniet
X Xylopaal
Y
Yu (Jade)
Z
Zirkoon, Zirkonia

## Voetnoten
1. ↑  Orpha Cochie (1998) Het Edelstenen Handboek Schors V.O.F. Uitgeverij, ISBN 9789063785291